# Августа Саксен-Гота-Альтенбурзька (1719—1772)
Августа Саксен-Гота-Альтенбурзька (нім. Augusta von Sachsen-Gotha-Altenburg, 30 листопада 1719 — 8 лютого 1772) — принцеса Саксен-Гота-Альтенбурзька з Ернестинської лінії Веттінів, донька герцога Саксен-Гота-Альтенбургу Фрідріха II та принцеси Ангальт-Цербстської Магдалени Августи, дружина принца Уельського Фредеріка, матір короля Великої Британії Георга III і королеви-консорта Данії та Норвегії Кароліни Матильди.
На її честь назване місто Огаста у штаті Джорджія й округ Огаста у штаті Вірджинія, США.

## Біографія

### Ранні роки
Народилась 30 листопада 1719 року у Готі. Була п'ятнадцятою дитиною та п'ятьою донькою в родині герцога Саксен-Гота-Альтенбургу Фрідріха II та його дружини Магдалени Августи Ангальт-Цербстської. Мала старших братів: Фрідріха, Вільгельма, Йоганна Августа, Крістіана Вільгельма, Людвіга Ернста та Моріца, а також сестру Фредеріку. Інші діти померли в ранньому віці до її народження. Згодом у неї з'явився молодший брат Йоганн Адольф.

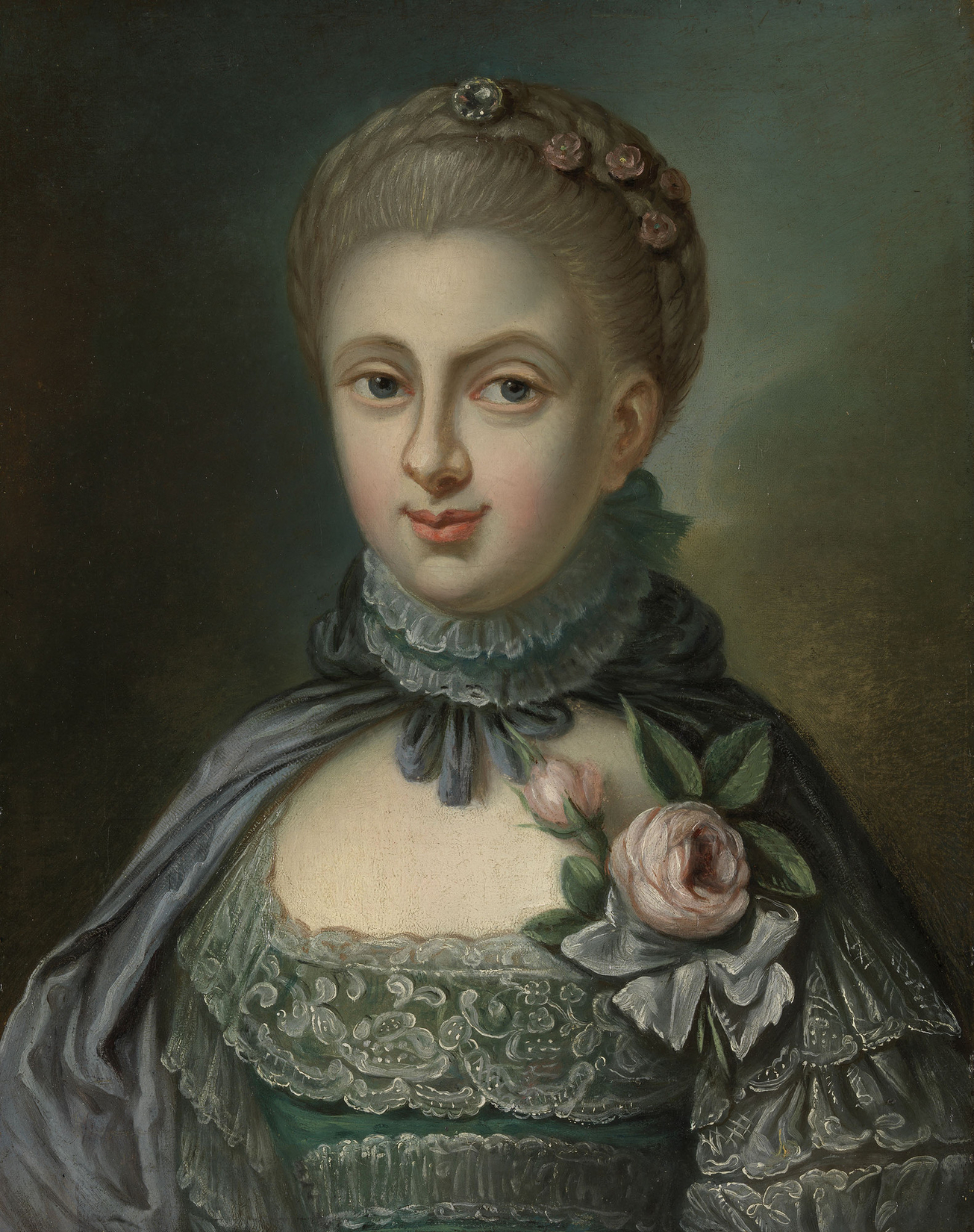
Портрет принцеси Августи, Королівська колекція

Двір Фрідріха II був надзвичайно розкішним. Правитель полюбляв колекціонувати предмети мистецтва. Резиденцією сімейства слугував замок Фріденштайн у Готі. Літо проводили у новозбудованому палаці Фрідріхсталь, поруч із яким був створений сад задоволень. Подружнє життя батьків було щасливим, про що свідчать численні листи, що збереглися.
У 12 років Августа втратила батька. Матір більше не одружувалася. 1735 року разом із нею принцеса перебувала в курфюрстві Брауншвейг-Люнебург, куди одночасно здійснював візит король Великої Британії Георг II. Було узгоджено її майбутній шлюб із британським принцом Фредеріком. До цього велися переговори щодо його весілля з Луїзою Ульрікою Прусською, а також ходили чутки щодо таємного союзу із Діаною Спенсер. Сам принц погоджувався на будь-яку наречену, яку його батько визнає гідною, через бажання отримати додаткову допомогу від парламенту, аби бути фінансово незалежним.
Августа не володіла ані французькою, ані англійською, їй було запропоновано давати уроки перед весіллям, але матір не вважала це за потрібне, мотивуючи фактом, що британська королівська родина походила з Німеччини. Принцеса прибула до Великої Британії, практично не говорячи англійською, втім, по прибуттю справила сприятливе враження на королівську родину.

### Шлюбне життя
У 16 років стала дружиною 29-річного принца Уельського Фредеріка Льюїса. Вінчання відбулося 8 травня 1736 року в Королівській каплиці палацу Святого Якова в Лондоні.
У червні 1737 року Фредерік повідомив своїх батьків, що Августа вагітна, назвавши невірну попередню дату пологів. Із початком переймів він таємно вивіз дружину з Гемптон-корту до палацу Святого Якова, аби король і королева не були присутніми при появі дитини, як це було традиційно заведено. Цим вчинком він остаточно посварився з батьками, і родині було заборонене проживання у всіх королівських палацах, тож сімейство переїхало до будинку на площі Сент-Джеймс. Незважаючи на важкий характер чоловіка, Августа протягом усього життя завжди корилася його волі. Якось Фредерік заявив, що ніколи не дозволить дружині впливати на себе, і тому ніколи не робив Августу своєю довіреною особою. Проте він проінформував її як треба діяти, відповідно до його побажань, у ворожнечі з батьками. Так, у декількох випадках, він інструктував її зневажливо до них ставитися.
Всього у пари з'явилося дев'ятеро дітей. Багато часу сімейство проводило в орендованому маєтку Кліведен у Бакінгемширі. 1742 року Фредерік примирився з батьком, і родина в'їхала у Лестер-Хаус у Вестмінстері. Також отримали заміський Вайт-хаус у К'ю.

### Подальше життя

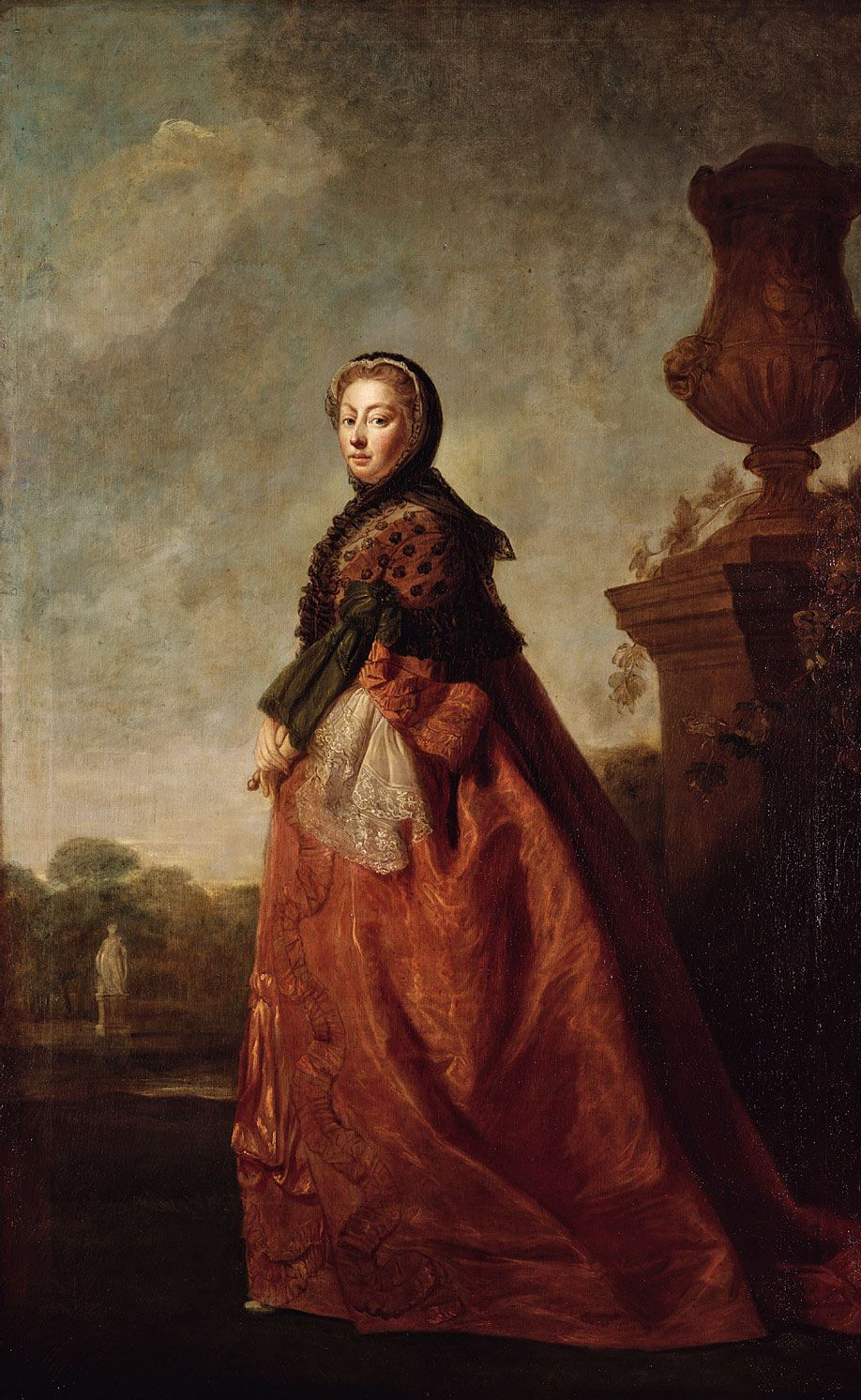
Портрет Августи, близько 1780, Королівська колекція

31 березня 1751 року Фредерік помер, ще за життя батька, так і не ставши королем. Наступним принцом Уельським став їхній син Георг. Августа, на випадок його вцарювання неповнолітнім, мала виконувати функції регентки. Від оренди Кліведена довелося відмовитися, принцеса Уельська зберегла за собою лише Лестер-хаус і Вайт-хаус в К'ю. Більше вона не одружувалася, присвятивши себе турботі про дітей. Решту років правління Георга II сімейство усамітнено мешкало у своїх резиденціях. Це викликало критику Августи через манеру виховання дітей в ізоляції від зовнішнього світу у відокремленому сімейному середовищі з рідкими зустрічами поза сім'єю.
Тривалий час наставником принца Георга та радником самої Августи був Джон Стюарт, 3-й граф Б'ют. Його численні візити до К'ю після смерті Фредеріка стали причиною чуток про романтичні відносини вдови з графом, проте це так ніколи і не було доведено.
В К'ю Августа також займалася парком, значно розширивши його територію і, тим самим, заклавши основи майбутніх Королівських ботанічних садів. Дотепер в садах К'ю збереглася китайська пагода, збудована за її наказом у 1761 році.
У жовтні 1760 року її син Георг став наступним королем Великої Британії. Августа мала визнаний політичний вплив на сина, який «прагнув дотримуватися порад, які вона давала», і яким він довіряв. На неї саму значно впливав граф Б'ют, який за її підтримки став прем'єр-міністром країни.
У вересні 1761 року Георг узяв шлюб із Шарлоттою Мекленбург-Стреліцькою. Стосунки Августи з невісткою не були добрими. Повідомляється, що вона заважала Шарлотті встановлювати соціальні контакти, посилаючись на придворний етикет. Також обурювалася шлюбами молодших синів, які були укладені без її згоди.
Померла 8 лютого 1772 року у Карлтон-хаусі в Лондоні від раку. Була похована 15 лютого у Вестмінстерському абатстві.

## Кіновтілення
- У данському історичному фільмі «Королівський роман» 2012 року, режисера Ніколая Арсела, Августу зіграла британка Гаррієт Волтер.
- У серіалі «Бріджертони: Історія королеви Шарлотти» 2023 року від Netflix принцесу зіграла акторка Мішель Фейрлі.

## Родина

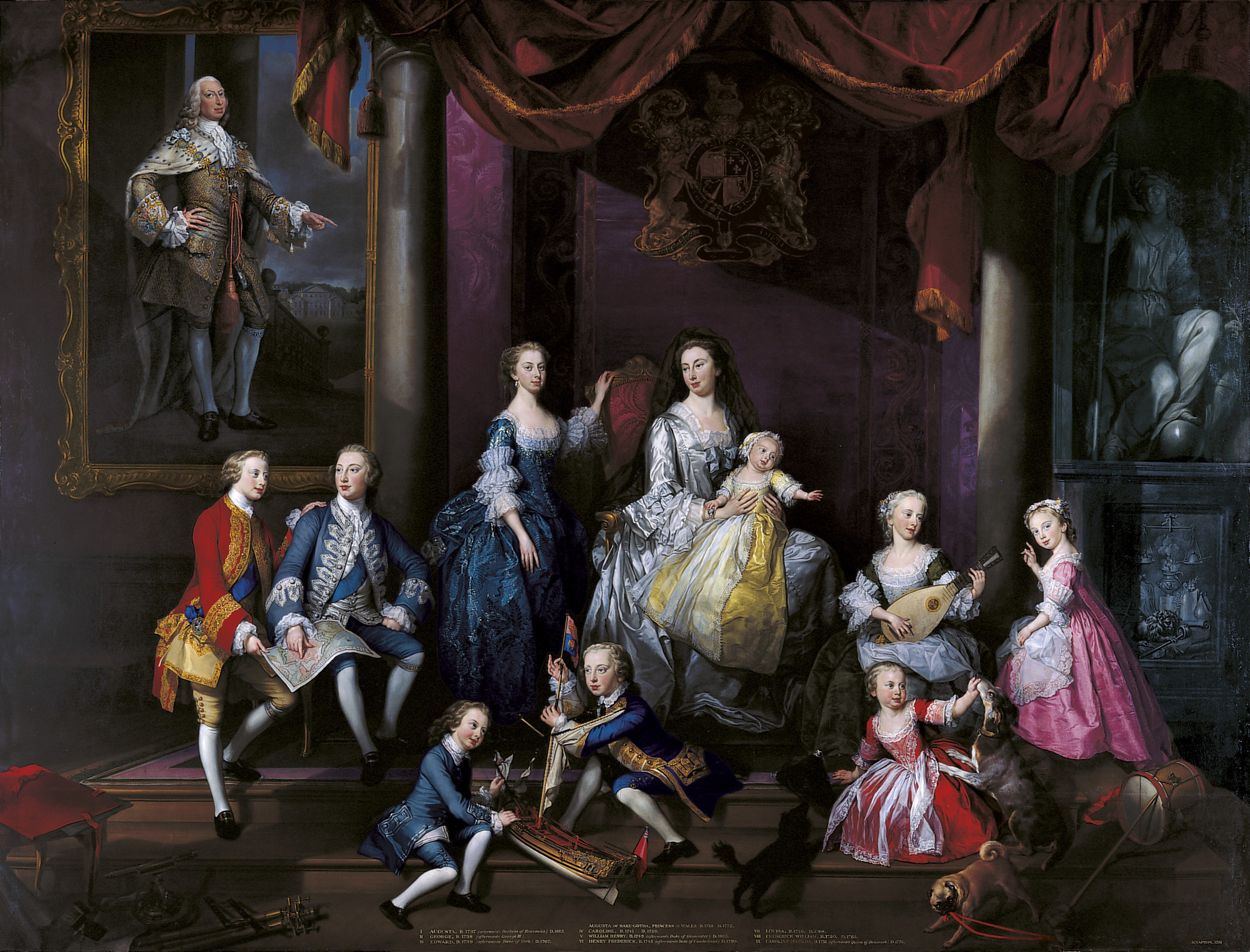
Сімейство Фредеріка Уельського на портреті Джорджа Наптона, 1751, Віндзорський замок

Чоловік —  Фредерік Льюїс, принц Уельський
Діти:
- Августа (1737—1813) — дружина князя Брауншвейг-Вольфенбюттелю Карла Вільгельма Фердинанда, мала семеро дітей;
- Георг (1738—1820) — король Великої Британії та Ганноверу, був одружений з принцесою Шарлоттою Мекленбург-Штреліцькою, мав від неї п'ятнадцятеро дітей;
- Едвард (1739—1767) — герцог Йоркський та Олбані, віце-адмірал, одруженим не був, дітей не мав;
- Єлизавета Кароліна (1741—1759) — одружена не була, дітей не мала;
- Вільгельм Генріх (1743—1805) — герцог Глостерський та Единбурзький, був одружений з Марією Волпол, мав трьох дітей;
- Генріх (1745—1790) — герцог Камберленд і Стратерн, був одружений з Енн Гортон, дітей не мав;
- Луїза Анна (1749—1768) — одружена не була, дітей не мала;
- Фрідріх Вільгельм (1750—1765) — одруженим не був, дітей не мав;
- Кароліна Матильда (1751—1775) — дружина короля Данії та Норвегії Крістіана VII, мала сина та доньку.